# Notoken
Notoken es una banda ecuatoriana de hardcore punk formada en 1991 en la ciudad de Guayaquil, Ecuador.

## Historia
La agrupación fue fundada en 1991 por Julio Salame, Carlos Avilés, Gabriel Ávila y Luis Mancero. Sobre el nombre Notoken, se decía que habría sido tomado debido a los insistentes gritos de los vecinos de la casa donde ensayaban, que poco acostumbrados a sonidos como el punk o hardcore, les habrían exigido que "no toquen"; sin embargo, la verdadera razón se debía a que, indecisos entre sí adoptar o no la denominación de 
Dead Persons, varios amigos que acompañaban a los músicos hasta altas horas de la madrugada les habrían sugerido compartir unos tragos y que ya "no toquen". Su debut fue en junio del mismo año, en un concierto junto a bandas locales de thrash, presentando covers de D.R.I. y Agnostic Front, además de una primera serie de temas propios, en una época en que todavía imperaban los tributos y versiones de bandas internacionales.
La primera producción de la banda fue el demotape Llamado a los Descerebrados de 1993, mismo que daría a conocer su música en Estados Unidos, Francia, Japón, España y Colombia, a donde viajarían en 1995 para dar una presentación en la ciudad de Medellín, convirtiéndose en una de las primeras bandas underground del Ecuador en tocar en el exterior.
En 2011 la banda debutó en Quito Fest, el festival internacional de música alternativa más importante del Ecuador, compartiendo cartel con Bajo Sueños, Réplika, Chernobyl, los brasileños Confronto y la emblemática banda Testament.

## Discografía
- Llamado a los Descerebrados (demo, 1993)
- Demo split con Agatochles (Bélgica)
- Demo Split con CFDL (Japón)
- Desastre Popular (demo, 1995)
- Resiste Juan (EP)
- Detin Marinde Dopingüe (tape, 1998)
- 10 Años (2001)
- Token no más (2006)
- Detin Marin de dopingüe (reedición CD, 2006)
- Sociedad en Llamas (2014)
- 25 Años de Hardcore (compilatorio y DVD Documental, 2016)

## Miembros
Miembros activos
- Julio Salame - guitarra
- José Jiménez - voz
- Daniel Salame - bajo
- Gabriel Ávila - batería

Miembros pasados
- Carlos Avilés - voz
- Marcos Correa - Bajo
- Marco Paucar - Bajo
- José Luis Mancero - bajo

## Festivales
- Sudamerica Grita (Guayaquil, 2006)

- Quitu Raymi (2008)

- Wuankavilka Raymi (2011 - 2012)

- Semana del Rock (Guayaquil 2011)

- Semana del Rock (Quito 2012)

- Quito Fest (2011 y 2014)

- Manizales Grita Rock (Manizales, Colombia, 2009)

- Altavoz (2013, Medellín, Colombia)

- Concierto solidario víctimas de la Factory, Quito

- Black Mama Metal Fest, Latacunga

- Atis (2013)

- Saustock (2009 y 2013–2014)

- Rockmiñawi (Quito, 2009-2012, 2014, 2022 y 2024)

- Centralazo (Quito, 2014 y 2016)

- Metal de Exportación (Quito 2017)

- LR Fest (Cuenca, 2015)

- Polifest (Quito, 2009-2010 y 2011)